# マイケル・ユーリー
マイケル・ユーリー（Michael Urie、本名：Michael Lorenzo Urie、1980年8月8日 - ）は、米国の俳優、テレビプロデューサー、テレビディレクター。テレビドラマ『アグリー・ベティ』のマーク・セントジェームス役で知られる。

## 来歴

### 生い立ち
ダラス（テキサス州）出身。
テキサスのプレイノにある中学、高校に通う。ジュリアードを2003年に卒業。

### キャリア
ジュリアード在学中にLove and Happiness (2001) に16歳の少年役で出演。
また、2002年にはジュリアードの「John Houseman Prize for Excellence in Classical Theatre」を受賞。
劇場作品のWTC Viewを映画化した『WTC View』（2005）ではメインキャラクタであるエリックを演じた。
『アグリー・ベティ』のマーク・セントジェームス役は、当初ゲスト出演のみの設定であったが、ウィルミナ・スレイター役のヴァネッサ・ウィリアムズとの相性がよく、レギュラーとして参加することとなった。ユーリーは他のキャストとともに2007年と2008年に全米映画俳優組合賞のコメディー部門助演男優賞にノミネートされた。
セレブリティーによる朗読会の一環としてロサンゼルスのヘイワース・シアター（Hayworth Theatre）で一晩限りで興行されたハワード・アッシュマン（Howard Ashman）の未上演ミュージカル、イーデン・エスピノーザ（Eden Espinosa）、ヴィッキー・ルイス（Vicki Lewis）、フレッド・ウィラード（Fred Willard）、ディビッド・ブルー（David Blue）、ルーク・マクファーレン（Luke Macfarlane）らが出演した『Dreamstuff』を監督した。

### 私生活
『アグリ・ベティ』で親友アマンダ・タネンを演じているベッキー・ニュートン（Becki Newton）とは私生活でも親しい友人である。
2009年6月15日に、彼自身のウェブサイトにASC（AIDS Service Center of New York）の活動を紹介し、自分は「LGBT」のメンバーであると書いている。
長い間、セクシュアリティーについては言及してこなかったが、2010年、The Advocate（雑誌）2月号のインタビューでゲイと呼ばれるよりクィアーと呼ばれるほうを好むと話している。

## 主な出演作品

### テレビ、映画
- マエストロ: その音楽と愛と Maestro (2023)
- Partners (2012) ：ルイス　※日本未公開
- アグリー・ベティ (2006-2010) ：マーク・セントジェームス Marc St. James（声：近藤隆）
- WTC View (2005) ：エリック　※日本未公開

### 劇場
- The Temperamentals (2009) - Rudi Gernreich
- Angeles in America (2011) - Prior Walter